# Cerkiew Narodzenia Matki Bożej w Murowance

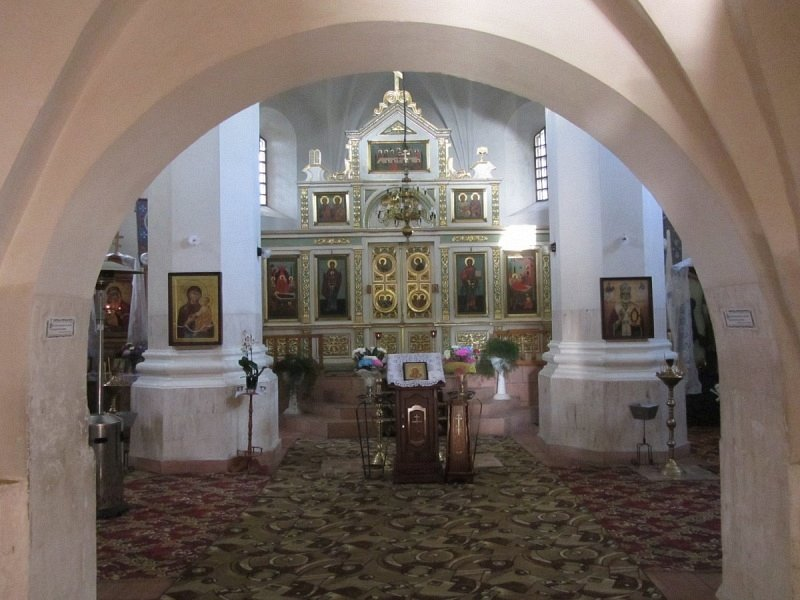
Ikonostas

Cerkiew Narodzenia Matki Bożej (biał. Свята-Раства-Багародзіцкая царква) – prawosławna cerkiew obronna w Murowance (dawniej Małomożejkowo; rejon szczuczyński obwodu grodzieńskiego Białorusi), wzniesiona na początku XVI w. w stylu gotyckim. Obecnie świątynia parafialna w dekanacie szczuczyńskim eparchii grodzieńskiej i wołkowyskiej Egzarchatu Białoruskiego Patriarchatu Moskiewskiego.

## Historia
Cerkiew została zbudowana na początku XVI w. w stylu późnogotyckim, z cegły, jako budowla obronna. Po zawarciu unii kościelnej w Brześciu obiekt, z rąk prawosławnych, przeszedł we władanie nowo powstałego wówczas Kościoła unickiego. W 1817 budowla była przebudowywana. Świątynia została zamknięta w 1839, po synodzie połockim, który zlikwidował unię kościelną na ziemiach zabranych. W 1863 obiekt został ponownie przekazany parafii prawosławnej, w latach 1871–1872 miała miejsce kolejna znacząca przebudowa obiektu, w czasie której obniżono dach i podwyższono dwie zachodnie wieże cerkwi. Po I wojnie światowej świątynia została zamknięta, zaś w 1928 zrewindykowana na rzecz Kościoła katolickiego. Po II wojnie światowej obiekt został zamknięty i przez kolejne kilka dziesięcioleci stał pusty.
W 1991 świątynię przekazano katolikom, jednak następnie decyzja ta została zmieniona i cerkiew trafiła do parafii prawosławnej.

## Architektura
Cerkiew w Murowance jest budowlą trójnawową, została zbudowana na planie prostokąta. W czterech narożnikach budowli zlokalizowane są cylindryczne wieże, całość kryje dach dwuspadowy. Ściany zewnętrzne dekorowane są płytkimi niszami, wykończonymi podwójnymi łukami. Nawy cerkwi kryją sklepienia kryształowe. Z wyposażenia budowli przetrwała jedynie osiemnastowieczna tablica upamiętniająca dawnych kolatorów świątyni – rodzinę Kostrowieckich. Inskrypcja na tablicy zapisana jest w języku łacińskim.
Cerkiew w Murowance swoją konstrukcją przypomina obronne świątynie prawosławne w Synkowiczach, Supraślu (cerkiew Zwiastowania Przenajświętszej Bogurodzicy), Wilnie (sobór Przeczystej Bogurodzicy), a także położone na Mazowszu XVI-wieczne kościoły w Pawłowie, Zakroczymiu, Serocku, Cegłowie, Węgrowie i Brochowie.